# Удивительная популярность
Удивительно популярный или на удивление популярный (англ. surprisingly popular) ответ — это техника «мудрости толпы» (wisdom of the crowd), позволяющая узнать мнение экспертного меньшинства в толпе. Отдельно каждому из опрашиваемых лиц задают два вопроса: «Как вы считаете, каков правильный ответ на вопрос?» и «Как вы считаете, какой ответ будет популярным?». Ответ, для которого максимальна средняя разница между долей ответивших на правильный вопрос (right question) и долей ответивших на популярный вопрос (popular question), называется удивительно популярным ответом.
Верный ответ на правильный вопрос носит название удивительно популярного, поскольку знание этого ответа является наименее ожидаемым для большинства опрашиваемых, что по результатам опроса и выдаёт его наиболее вероятную истинность.
Термин surprisingly popular (для него в русском языке не существует единственно верного перевода) был введён в статье 2017 года, опубликованой в британском журнале Nature под названием «A solution to the single-question crowd wisdom problem» (рус. «Решение проблемы мудрости толпы для одного вопроса»), где описывалась эта техника.

## Пример
Допустим, что требуется узнать, является ли город Филадельфия столицей штата Пенсильвания. Участникам опроса задаются два вопроса, на которые они отвечают следующим образом:
«Город Филадельфия — столица Пенсильвании?» (правильный вопрос)
- «Да»: 65 %
- «Нет»: 35 %

«Какой ответ даст большинство людей на предыдущий вопрос?» (популярный вопрос)
- «Да»: 75 %
- «Нет»: 25 %

Вычисляем разницы между ответами на правильный вопрос и на популярный вопрос:
- «Да»: 65 % − 75 % = −10 %
- «Нет»: 35 % − 25 % = 10 %

Следовательно, ответ «Нет» является удивительно популярным (10 % > −10 %). Из-за относительно высокого перевеса голосов можно с большой уверенностью утверждать, что правильным ответом на правильный вопрос является «Нет». (Столицей Пенсильвании действительно является не Филадельфия, а в Гаррисберг.)

## Объяснение примера
Для наглядности разобьём опрошенных людей на четыре группы:
- A: «Филадельфия — столица, большинство опрошенных согласится с этим» (группа ответит «Да», «Да»).
- B: «Филадельфия — столица, но большинство опрошенных не знают этого» (группа ответит «Да», «Нет»).
- C: «Филадельфия — не столица, большинство опрошенных согласится с этим» (группа ответит «Нет», «Нет»).
- D: «Филадельфия — не столица, но большинство опрошенных не знают этого» (группа ответит «Нет», «Да»).

Техника удивительно популярного ответа исключает из рассмотрения группы A и C, считающие большинство согласным с их точкой зрения. Далее она оценивает разницу между размерами групп B и D, которые считают себя знающими о вещах, неизвестных большинству людей. Причём группа B ошибается в этом, давая на правильный вопрос неправильный ответ «Да» (с разницей −10 %), а группа D права, давая на него же верный ответ «Нет» (с разницей 10 %).
Эффективность данной техники объясняется тем, что ощущение «внутреннего знания» чаще возникает у осведомлённых людей, обладающих верными знаниями (как у членов группы D из примера), чем у обладающих ошибочными знаниями (как члены группы B из примера).